# Inácio do Nascimento de Morais Cardoso

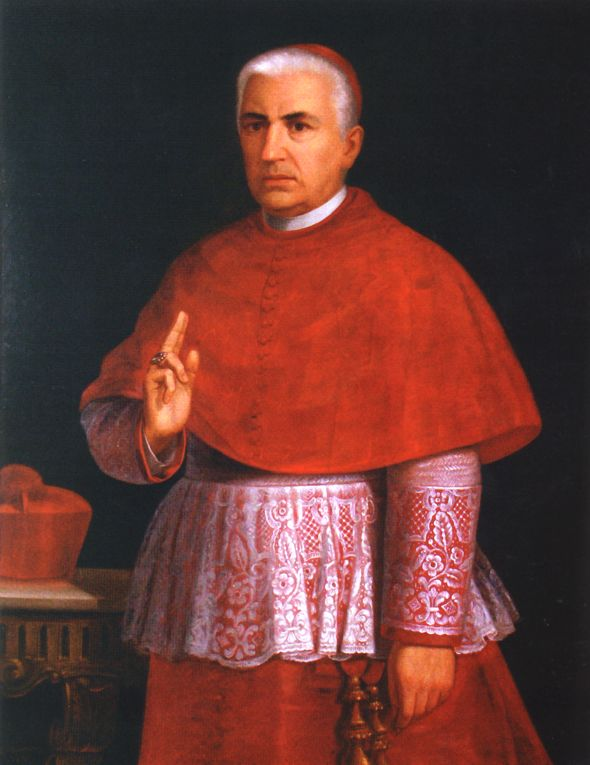
Kardinal de Morais Cardoso, 11. Patriarch von Lissabon

Inácio do Nascimento de Morais Cardoso (* 20. Dezember 1811 in Murça; † 23. Februar 1883 in Lissabon) war Patriarch von Lissabon und Kardinal der römisch-katholischen Kirche. 

## Leben

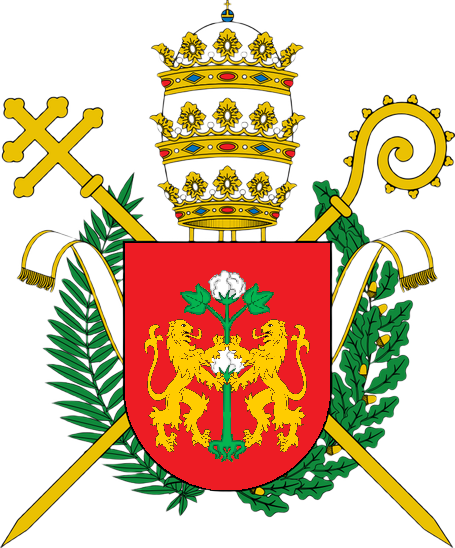
Patriarchenwappen

Morais Cardoso studierte an der Universität Coimbra, wo er ein Lizenziat in Theologie erhielt. Am 19. Dezember 1835 empfing er das Sakrament der Priesterweihe. Er diente als Schatzmeister der Kirche von St. Roche da Misericódia sowie als Kaplan und Beichtvater von König Peter V. von Portugal und wurde Schatzmeister der königlichen Kapelle im Palácio das Necessidades. 
Papst Pius IX. ernannte ihn am 28. September 1863 zum Bischof von Faro. Die Bischofsweihe empfing er am 14. Februar 1863 in Lissabon durch den dortigen Patriarchen und Kardinal, Manuel Bento Rodrigues da Silva. Er nahm am Ersten Vatikanischen Konzil in Rom in den Jahren 1869 und 1870 teil. Er wurde am 25. April 1871 zum Patriarchen von Lissabon erhoben. 
Am 22. Dezember 1873 nahm ihn Pius IX. als Kardinalpriester mit der Titelkirche Santi Nereo e Achilleo in das Kardinalskollegium auf. Er nahm am Konklave 1878 teil, das Leo XIII. wählte. Er starb im Alter von 71 Jahren in Lissabon und wurde in der Catedral Sé Patriarcal begraben.